# Alicia Coppola
 (août 2023).
Pour les articles homonymes, voir Coppola.
Alicia Coppola est une actrice américaine née le 12 avril 1968 à Huntington, dans l'État de New York.
Elle n'a aucun lien de parenté avec Francis Ford Coppola, sa fille Sofia Coppola ou son neveu Nicolas Cage. Elle est la sœur de Matthew Coppola et cousine de Denise Di Novi, tous les deux producteurs de films.

## Biographie
Alicia obtient une licence de philosophie et d’anthropologie à l’université de New York en 1990. Elle songe alors à entrer en école de droit mais on lui suggère plutôt de tenter le mannequinat.
Sa carrière prend alors son envol : elle fait ses débuts à l'écran dans le jeu télévisé Remote Control sur la chaîne MTV. Toutefois, sa carrière cinématographique ne démarrera réellement que lorsqu'elle obtiendra le rôle principal du sitcom Another World (1991-1994).
En guise de remerciement aux admirateurs de Jericho qui, par leur forte mobilisation, ont obtenu une saison supplémentaire pour cette série, elle affirme : « vous nous avez tous, avec votre ingéniosité, votre classe et votre dignité, donné aux acteurs et à l’équipe de cette remarquable série un cadeau immense : l’honneur et le privilège de faire partie de l’histoire de la télévision. »
Alicia a eu trois filles avec son mari acteur Anthony Michael Jones, Mila Roselena (2002), Esme Marlena (2008) et Greta Helena (2010).

## Filmographie

### Cinéma

#### Court-métrage
- 2009 : The Patient de Matthew Coppola : Becky (non confirmée)

#### Longs-métrages
- 2001 : Zigs (Double Down) de Mars Callahan : Rachel
- 2003 : Becoming Marty de Rodney Anthony Beckwith : Attorney
- 2003 : Péché immortel (Sin) de Michael Stevens : Bella
- 2004 : Fresh Cut Grass de Matthew Coppola : Macy
- 2008 : Benjamin Gates et le Livre des secrets (National Treasure : Book of Secrets) de Jon Turteltaub : agent du FBI, Spellman
- 2015 : We Are Your Friends de Max Joseph
- 2019 : Les Baronnes (The Kitchen) d'Andrea Berloff : Maria Coretti

### Télévision

#### Téléfilms
- 1992 : Paradis perdu (The Keys) de Richard Compton : Terry
- 1996 : For the Future: The Irvine Fertility Scandal de David Hugh Jones : infirmière Beth
- 1998 : Une évasion en or (The Perfect Getaway) d'Armand Mastroianni : Alex Vaughn
- 2000 : Blood Money d'Aaron Lipstadt : Gloria Restrelli
- 2002 : Une place au soleil (Framed) de Daniel Petrie Jr. : Lucy Santini
- 2008 : Derrière les apparences (Black Widow) d'Armand Mastroianni : Melanie Dempsey

#### Séries télévisées
- 1988 : Saturday Night Live (saison 14, épisode 04 : Matthew Modine/Edie Brickell & New Bohemians) : Dukakis' Party Guest (non crédité)
- 1991 : Against the Law (saison 1, épisode 17 : Evil Conduct) : Kathleen
- 1991 - 1993 : Another World (31 épisodes) : Lorna Devon
- 1994 : New York Police Blues (NYPD Blue) (saison 2, épisode 05 : Retour aux sources) : Paula Anderson
- 1995 : Les Anges du bonheur (Touched by an Angel) (saison 2, épisode 08 : L'Instant crucial) : Ava
- 1995 : The Great Defender (saison 1, épisode 05 : Camille) : Camille
- 1995 : New York Undercover (saison 1, épisode 15 : La Croisade anti-tabac) : inspecteur Carson
- 1995 : Star Trek: Voyager (saison 1, épisode 01 : Le Pourvoyeur : Partie 1) : Lieutenant Stadi
- 1996 : Burning Zone : Menace imminente (The Burning Zone) (saison 1, épisode 10 : L'Assassin de la pleine lune) : Dana Tierney
- 1996 : The Lazarus Man (saison 1, épisode 06 : The Boy General) : Libby Custer
- 1997 : The Sentinel : Samantha
  - (saison 2, épisode 14 : Prométhée)
  - (saison 2, épisode 20 : Affaire classée)
- 1997 : Chicago Hope : La Vie à tout prix (Chicago Hope) (saison 3, épisode 13 : Verdicts) : Alice Bishop
- 1998 : Profiler (saison 2, épisode 14 : Toutes les cinq minutes) : Deputy Anita Pessoa
- 1998 : Pensacola (Pensacola: Wings of Gold) (saison 1, épisode 12 : Alerte à Cyberville) : Donna Francis
- 1998 - 1999 : Trinity (9 épisodes) : inspecteur Patricia Damiana
- 1999 : Any Day Now (saison 2, épisode 01 : You Promise? I Promise)
- 1999 : Piège dans l'espace (Velocity Trap) : Beth Sheffield, FED 397 Navigator
- 1999 : Sports Night (saison 1, épisode 13 : Small Town) : Leesa
- 1999 - 2000 : Cold Feet : Amours et petits bonheurs (Cold Feet (10 épisodes) : Karen Chandler
- 2000 - 2001 : Bull (20 épisodes) : Marissa Rufo
- 2001 : Les Experts (CSI: Crime Scene Investigation) (saison 1, épisode 21 : Que justice soit faite) : Dr Susan Hillridge
- 2002 : Ally McBeal : Holly Richardson
  - (saison 5, épisode 16 : Être une femme : Partie 1)
  - (saison 5, épisode 17 : Être une femme : Partie 2)
- 2003 : Miracles (saison 1, épisode 12 : Correspondance avec l'au-delà) : Georgia Wilson
- 2003 : Amy (Judging Amy) (saison 5, épisode 07 : Un mariage en kilt) : D.A. Danielle Casey
- 2003 : The Lyon's Den (saison 1, épisode 05 : Trick or Treat) : Riley
- 2003 : New York, section criminelle (saison 3, épisode 04) : Isobel Carnicki
- 2003 : JAG (saison 8, épisode 21 : L'Homme de l'ombre) : capitaine de corvette Faith Coleman
- 2003 : Welcome to the Neighborhood : Helen
- 2003 : Dead Zone (The Dead Zone) (saison 2, épisode 07 : Prisonnier) : Anita / Nicholas
- 2003 : Dawson (Dawson's Creek) (saison 6, épisode 14 : Embrassons qui nous voulons) : Toni Stark
- 2003 - 2004 : Mes plus belles années (American Dreams) (8 épisodes) : Nancy
- 2003 - 2005 : Preuve à l'appui (Crossing Jordan) : 
  - (saison 2, épisode 20 : Tombé du ciel) : inspecteur Meredith "Merry" Stackhouse
  - (saison 5, épisode 07 : Dans la peau d'un tueur) : Ryan Kessler
- 2004 : Huff (saison 1, épisode 08 : Stress post traumatique) : Laura Linden
- 2004 : Jack et Bobby (Jack & Bobby) (saison 1, épisode 07 : Valentino) : Abigail Marks
- 2004 : Monk (saison 3, épisode 03 : Monk dans le noir) : Michelle Rivas
- 2004 : Division d'élite (The Division) (saison 4, épisode 20 : Complots de famille) : Liz
- 2004 - 2005 : NCIS : Enquêtes spéciales (NCIS) : capitaine de corvette Faith Coleman
  - (saison 1, épisode 18 : Affaire non classée)
  - (saison 2, épisode 07 : Semper Fi)
  - (saison 2, épisode 21 : L'Étoffe des héros)
- 2005 : Bones (saison 1, épisode 08 : Jeux dangereux) : Joy Deaver
- 2005 : Les Experts : Manhattan (CSI: NY) (saison 2, épisode 07 : Le Flic de Miami) : Carmen Cavallo
- 2005 : Jake in Progress (saison 1, épisode 02 : Stand by Your Man) : Alison
- 2005 : Las Vegas (saison 2, épisode 14 : La vengeance faite femme) : Monica Wells
- 2005 : Médium (Medium) (saison 2, épisode 04 : Somnambule) : Mlle Ballou / Mme Church
- 2005 : Blind Justice (saison 1, épisode 10 : Le Meilleur Ami de l'homme) : Debbie Diament
- 2005 - 2013 : Mon oncle Charlie (Two and a Half Men) : 
  - (saison 2, épisode 17 : Le Mal de dos) : Dr Michelle Talmadge
  - (saison 10, épisode 17 : Les Mystères du collège Throgwarten) : TC Randall
- 2006 - 2008 : Jericho (25 épisodes) : Mimi Clark
- 2009 : Lie to Me (saison 2, épisode 06 : L'Homme à abattre) : Sheila Redatti
- 2009 : Drop Dead Diva (saison 1, épisode 13 : Le Souffle de Cupidon) : Dr Dumont
- 2010 - 2016 : NCIS : Los Angeles (NCIS: Los Angeles) : Agent du FBI Lisa Rand
  - (saison 2, épisode 05 : Deux Frères)
  - (saison 5, épisode 20 : La rage au ventre)
  - (saison 7, épisode 19 : Un nouveau fils)
- 2011 : The Nine Lives of Chloe King : Valentina
  - (saison 1, épisode 03 : Green Star)
  - (saison 1, épisode 04 : Dance All Apologies)
  - (saison 1, épisode 07 : Dogs of War)
  - (saison 1, épisode 10 : Beautiful Day)
- 2011 : Revenge (saison 1, épisode 07 : Nos deux facettes) : Melissa Robbins
- 2011 : Detroit 1-8-7 (saison 1, épisode 17 : Détroit PD Blues) : Linda Garrety
- 2011 : Castle (saison 3, épisode 15 : Avis contraire) : Amber Patinelli
- 2012 : Wes et Travis (Common Law) : Dr Jonelle
  - (saison 1, épisode 01 : Thérapie de choc (1re partie))
  - (saison 1, épisode 03 : Le Troisième Élément)
  - (saison 1, épisode 07 : L'Angoisse de la performance)
  - (saison 1, épisode 08 : Alter-Ego)
  - (saison 1, épisode 12 : Dans tes rêves)
- 2012 : Suits : Avocats sur mesure (Suits) (saison 1, épisode 11 : Les Règles du jeu) : Alexandra Leeds
- 2013 : Teen Wolf (saison 3, épisode 08 : Œil pour œil) : Talia Hale
- 2014 : Esprits criminels (Criminal Minds) (saison 10, épisode 04 : The Itch) : Lisa Randall
- 2014 : Sons of Anarchy (saison 7, épisode 10 : Faith and Despondency) : Mildred Treal
- 2016 : The Young and the Restless : Dr Meredith Gates
- 2016 : Shameless : Sue
- 2019 : The Rookie : (saison 1, épisode 16 : Le contrat) : Detective Murphy
- 2019 : Why Women Kill : Sheila Mosconi
- 2019 : Blood & Treasure : Dr. Ana Castillo
- 2022 : New York, police judiciaire (saison 21, épisode 1) : avocate Keller
- 2025 : Chicago Med (saison 10, épisode 10) : Sloane Hunter

### Jeu vidéo
- 2009 : Marvel: Ultimate Alliance 2 : She-Hulk (voix)

## Récompenses
- 1993 : Soap Opera Digest Award, catégorie Meilleure actrice principale pour son rôle dans le sitcom  Another World.